# Anaxarcha graminea
Anaxarcha graminea är en bönsyrseart som beskrevs av Carl Stål 1877. Anaxarcha graminea ingår i släktet Anaxarcha och familjen Hymenopodidae. Inga underarter finns listade i Catalogue of Life.